# Shirley Manson

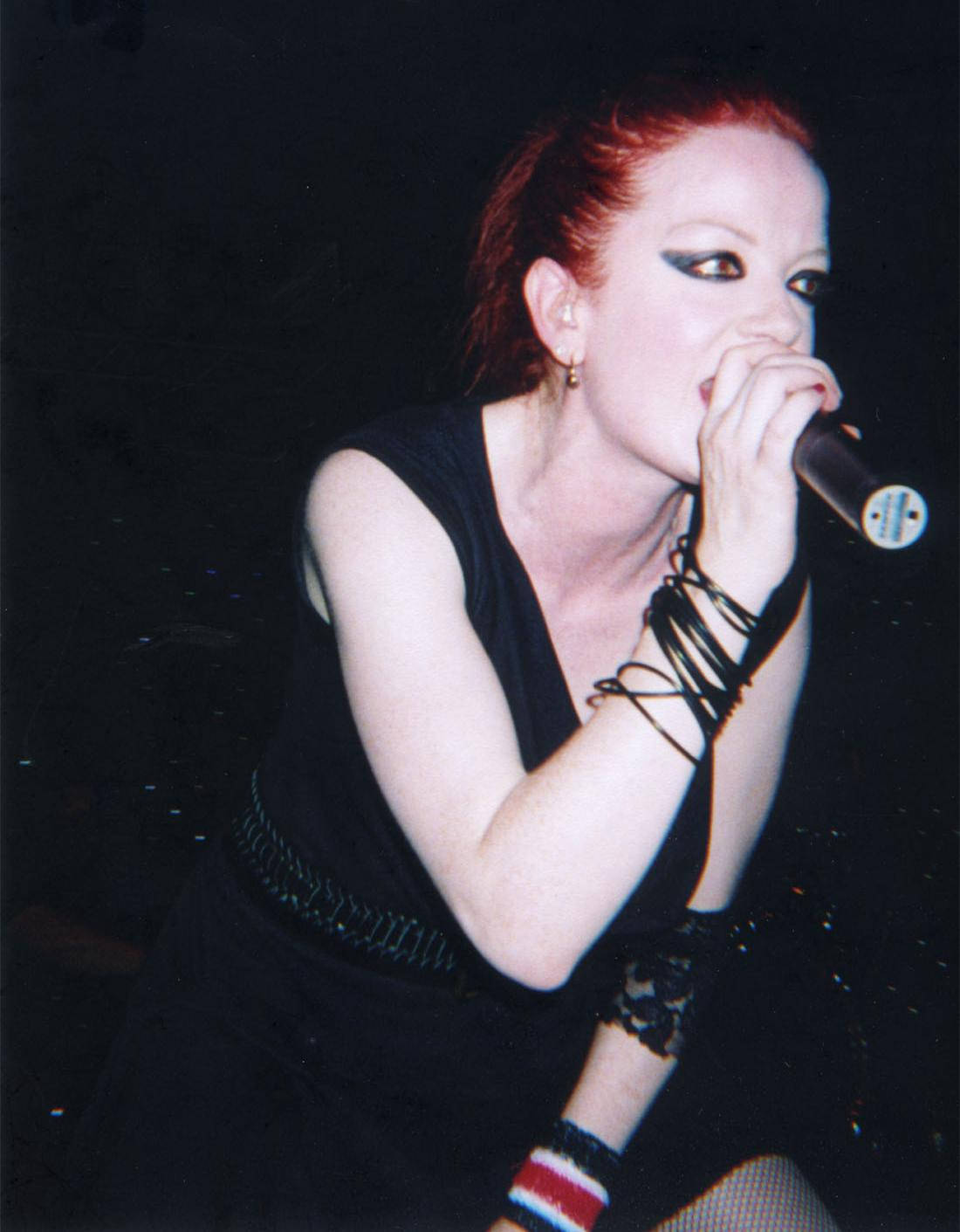
Shirley Manson (vor 2007)

Shirley Ann Manson (* 26. August 1966 in Edinburgh, Schottland) ist die Leadsängerin und Songschreiberin der Rockband Garbage. 1994 stieg Manson in die Band ein, nachdem sie zuvor Mitglied von Wild Indians, Goodbye Mr. Mackenzie und Angelfish war.

## Leben
Shirley Ann Manson wurde als zweite von drei Töchtern geboren. Ihr Vater war Facharzt für Tierzucht, die Mutter ehemalige Sängerin einer Big Band. Bereits mit sieben Jahren lernte Shirley Klavier zu spielen und besuchte später die City of Edinburgh Music School, in der sie in der Theatergruppe mitwirkte. Shirley wurde aufgrund von Gewichtsproblemen, ungewöhnlich hervorstehenden Augen und ihrer roten Haare das Opfer zahlreicher Schulhofhänsel- und -prügeleien. Shirleys Depressionen kanalisierten sich in Autoaggression und ausgeprägtem Selbsthass. Während ihrer Teenagerjahre begann Shirley zu rebellieren. Im Alter von 16 Jahren verließ sie die Schule und nahm einen Job in einem Kleiderladen an.
Gegenüber dem Select Magazine erklärte Manson 1998 ihre Gefühlslage folgendermaßen:

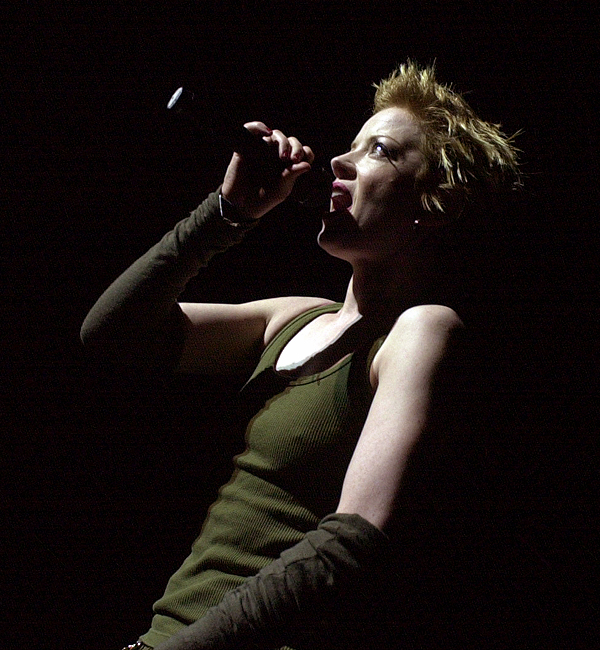
Shirley Manson

„Ich kämpfe mit dem Selbsthass an jedem einzelnen Tag meines Lebens, jedoch nicht in der zerstörerischen Art wie damals, als ich noch jünger war. Ich dachte, ich wäre das sonderbarste, abscheulichste kleine Ding ... Ich kämpfe damit bis zum heutigen Tag. Ich fühle mich übel, die meiste Zeit. Ich denke allerdings nicht mehr, dass ich die hässlichste Kreatur der Welt bin, außer wenn ich deprimiert bin. Aber ich versuche damit umzugehen.“

## Musik

### Frühere Bands
In Kontakt mit der professionellen Musik geriet Shirley Manson mit ihren ersten beiden Bands „Autumn 1904“ und „Wild Indians“. Mit 16 Jahren spielte sie Keyboards und war Backgroundsängerin bei Goodbye Mr. Mackenzie. Sie blieb dort bis zur Auflösung (1992). Die Gruppe hatte einigen Erfolg gehabt, darunter Platzierungen in den Indie-Charts mit den Singles The Rattler 1986 und Face to Face 1987. 1988 erreichte man mit der neuaufgelegten Single The Rattler Platz 37 der UK-Charts und mit dem Album Good Deeds And Dirty Rags Platz 27.  Nach der Auflösung von Goodbye Mr. Mackenzie formierten sich Manson und zwei andere ehemalige Bandmitglieder als „Angelfish“ neu; diesmal war Shirley Manson die Leadsängerin. Angelfish veröffentlichten zwei Singles (Suffocate Me, Heartbreak To Hate) und ein Album, das aber wegen mangelnder Promotion floppte. Manson verließ daher die Band, die ihren letzten Gig am 17. Dezember 1995 in Glasgow bestritt.

### Garbage

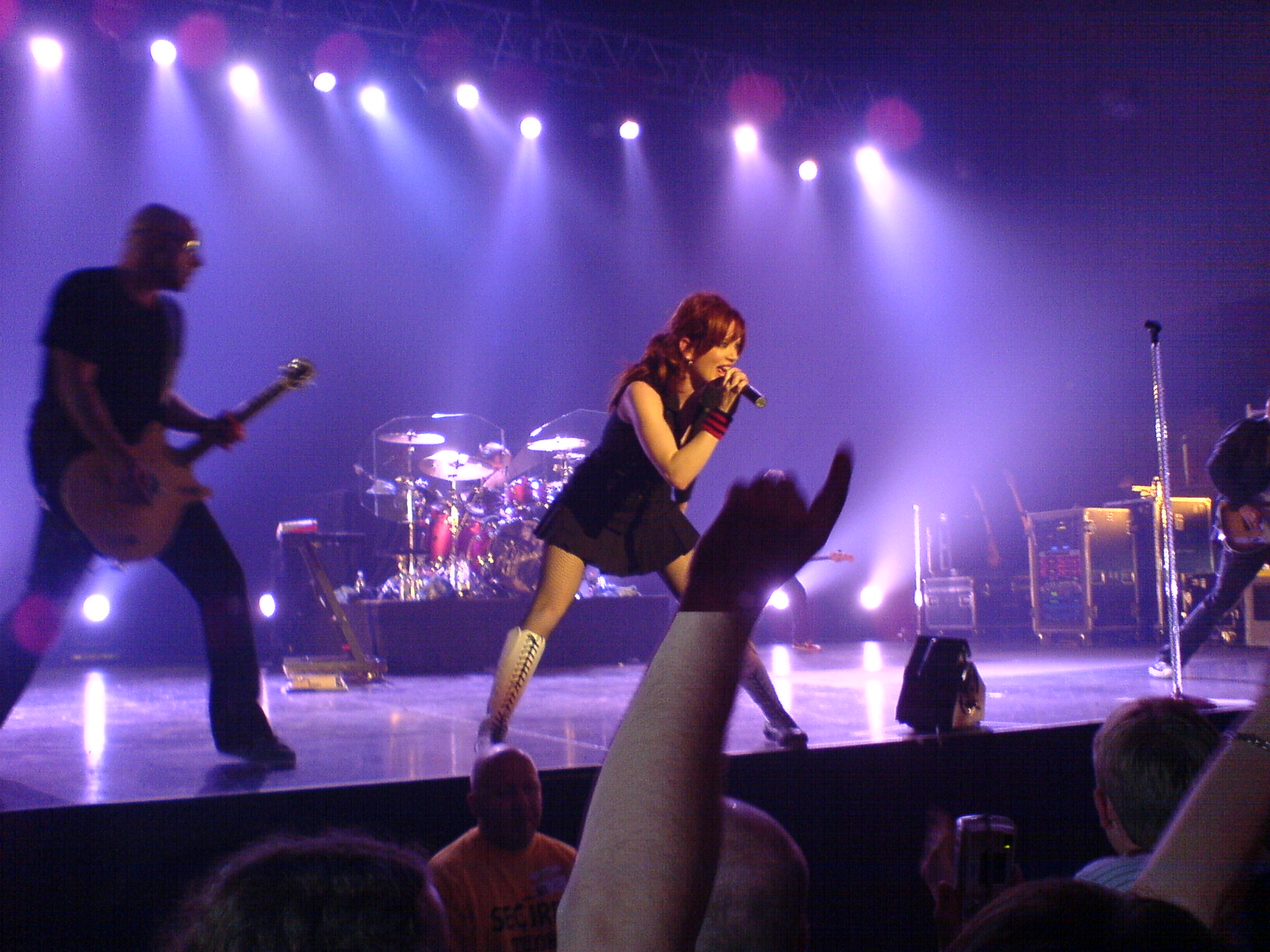
Shirley Manson und Garbage in Kopenhagen, 2005

Ein Videoclip zu Angelfishs Suffocate Me bei MTVs 120 Minutes machte den Gitarristen Steve Marker auf Shirley Manson aufmerksam. Laut Butch Vigs Angaben in einem Interview mit MTV gab es allerdings schon vorher die eine oder andere Begegnung mit Manson. Ein Anruf Vigs genügte, um Shirley für die Idee einer neuen Band, und zwar Garbage, zu begeistern. Er arrangierte Auditions, und Shirley Manson wurde die Frontsängerin der Band.
Mit Mansons Songtexten gab die Band das Album Garbage heraus. Das Debütalbum der Band verkaufte weltweit 5 Millionen Exemplare und wurde mit zweimal Platin in Großbritannien, den USA und Australien ausgezeichnet. Das Album enthielt die bekannten Songs Queer, Stupid Girl, Only Happy When It Rains und Vow.
Auch mit dem zweiten Album von Garbage 1998, Version 2.0, wusste sich Shirley Manson gekonnt in Szene zu setzen. Sie verfasste in diesem Album den Großteil der Songtexte, war Leadsängerin und spielte für das Album Takes auf der E-Gitarre ein (bevorzugt Fender Stratocaster). Allerdings wurde sie von Kritikern, trotz ihres Mitwirkens als Musikerin, als reines Aushängeschild der Band gesehen.
Zwischenzeitlich trat Shirley Manson dann als Model für die Modemarke Calvin Klein auf und produzierte zusammen mit David Arnold das bekannte Titellied The World Is Not Enough zum gleichnamigen James-Bond-Film (Die Welt ist nicht genug). 1996 hatte Shirley Manson den Bildhauer Eddie Farrell geheiratet, von dem sie sich 2001 trennte und sich daraufhin scheiden ließ. Von einer Brustkrebserkrankung erholte sie sich gut, und sie konnte seit 2001 weiter erfolgreich in der Band Garbage arbeiten. Shirley Manson begann damit, selbstreflektierende Songs zu verfassen, die im dritten Album beautifulgarbage veröffentlicht wurden. Wegen Unstimmigkeiten innerhalb der Band löste sich Garbage 2003 für einige Zeit auf. Im April 2005 wurde dann ihr viertes Album Bleed Like Me veröffentlicht, das sich in Großbritannien und den USA auf Platz 4 und in Europa in den Top 10 platzierte.
Nach dem Ende ihrer Schauspieler-Zeit begann sie ab 2010 neue Songs für Garbage einzuspielen, die 2012 auf dem Album Not Your Kind of People veröffentlicht wurden.
Im Jahr 2017 saß Shirley Manson in der Jury des ANCHOR-Award und kürte nach dem Reeperbahn-Festival mit ihren Jurykollegen einen Gewinner.

## Schauspielerei

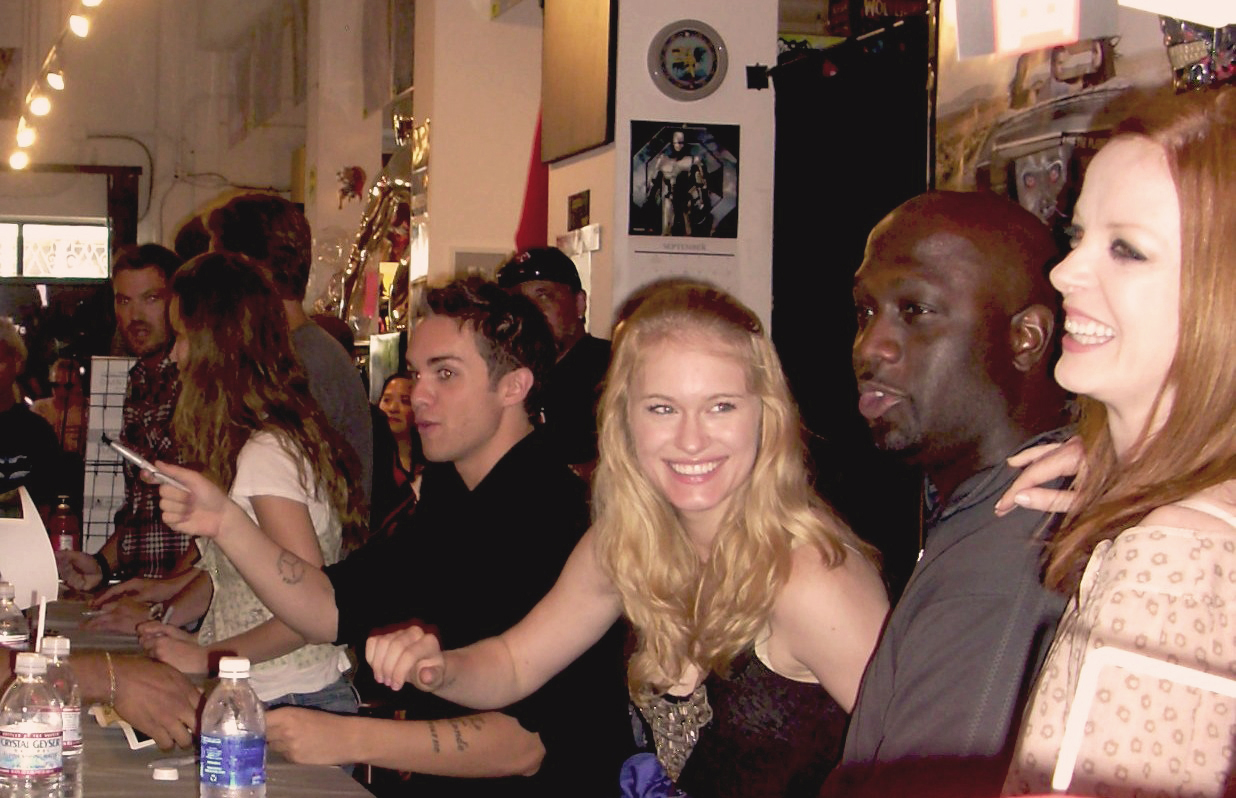
Shirley Manson (rechts) mit anderen Schauspielern von Terminator: The Sarah Connor Chronicles

In der zweiten Staffel von Terminator: The Sarah Connor Chronicles gibt die Sängerin ihr Schauspieldebüt als Catherine Weaver, Chefin eines High-Tech-Konzerns.

## Diskografie

### Goodbye Mr. Mackenzie (Background und Keyboards)
- Good Deeds and Dirty Rags (1988)
- Fish Heads and Tails (1989)
- Hammer and Tongs (1991)
- Goodbye Mr. Mackenzie (1992) (US Release)
- Five (1993)

### Angelfish
siehe Angelfish-Diskografie

### Garbage
siehe Garbage-Diskografie